# Xã Clinton, Quận LaPorte, Indiana
Xã Clinton (tiếng Anh: Clinton Township) là một xã thuộc quận LaPorte, tiểu bang Indiana, Hoa Kỳ. Năm 2010, dân số của xã này là 1.507 người.